# Ian Goodison
Ian Goodison (Montego Bay, 21 novembre 1972) è un ex calciatore giamaicano, di ruolo difensore.
Con 120 partite disputate è il primatista di presenze della Nazionale giamaicana, con cui ha partecipato ai Mondiali 1998 disputando tutte le 3 partite della propria Nazionale.

## Palmarès

### Individuale
- Calciatore dell'anno dell'Hull City: 1

2000-2001